# Mentor, Ohio
Mentor är en ort i Lake County i delstaten Ohio, USA.